# Фейртон (Нью-Джерсі)
Фейртон (англ. Fairton) — переписна місцевість (CDP) в США, в окрузі Камберленд штату Нью-Джерсі. Населення — 1060 осіб (2020).

## Географія
Фейртон розташований за координатами 39°22′24″ пн. ш. 75°12′32″ зх. д. / 39.37333° пн. ш. 75.20889° зх. д. (39.373352, -75.208845).  За даними Бюро перепису населення США в 2010 році переписна місцевість мала площу 7,74 км², з яких 7,41 км² — суходіл та 0,33 км² — водойми.

## Демографія
Згідно з переписом 2010 року, у переписній місцевості мешкали 1264 особи в 529 домогосподарствах у складі 354 родин. Густота населення становила 163 особи/км².  Було 573 помешкання (74/км²).
Расовий склад населення:
| - 71,8 % — білих - 12,8 % — чорних або афроамериканців - 4,8 % — корінних американців - 0,7 % — азіатів - 4,0 % — осіб інших рас |

До двох чи більше рас належало 5,9 %. Частка іспаномовних становила 8,1 % від усіх жителів.
За віковим діапазоном населення розподілялося таким чином: 20,1 % — особи молодші 18 років, 61,3 % — особи у віці 18—64 років, 18,6 % — особи у віці 65 років та старші. Медіана віку мешканця становила 43,7 року. На 100 осіб жіночої статі у переписній місцевості припадало 92,7 чоловіків;  на 100 жінок у віці від 18 років та старших — 89,1 чоловіків також старших 18 років.
Середній дохід на одне домашнє господарство  становив 55 203 долари США (медіана — 49 167), а середній дохід на одну сім'ю — 60 013 долари (медіана — 54 323). Медіана доходів становила 37 857 доларів для чоловіків та 36 964 долари для жінок. За межею бідності перебувало 14,4 % осіб, у тому числі 14,4 % дітей у віці до 18 років та 8,6 % осіб у віці 65 років та старших.
Цивільне працевлаштоване населення становило 549 осіб. Основні галузі зайнятості: освіта, охорона здоров'я та соціальна допомога — 25,7 %, роздрібна торгівля — 14,0 %, виробництво — 12,4 %, публічна адміністрація — 11,1 %.